# Eskju Divine
Eskju Divine, (eskju, färöiska för låda, divine, engelska för gudomlig) svensk Norrköpingsbaserad popgrupp. 
Eskju Divine bildades av medlemmarna Daniel Åsander (trummor), Gustaf Spetz (sång, piano), Kristian Karlsson (bas, kör) 2002. 2003 spelade de in tre demos och samma år skrev de skivkontrakt med Imperial Records. Deras första EP, Darkness All Around gavs ut i juni 2004 och producerades av Andreas Dahlbäck. 
I maj 2005 gavs således deras egeninspelade andra EP Struck by the Halo ut. Första albumet Come and Join Close Your Eyes Become Blind We're On Our Way to Eskju Divine gavs ut i september 2005. Andra albumet Heights gavs ut i november 2006. Heights fick ett lite hårdare och skitigare sound jämfört med Come and join.... I början av 2007 lämnade Daniel Åsander bandet och Mattias Bhatt togs in som ersättare.
Eskju Divines musik är storslagen och kan jämföras med Sigur Rós, Radiohead, U2 och Muse.
2007 var de förband till The Smashing Pumpkins på Cirkus i Stockholm.

## Discografi

### Stuidioalbum
- Good-bye September (2003)
- Come and Join Close Your Eyes Become Blind We're On Our Way To Eskju Divine (2005)
- Heights (2006)

### EP
- Darkness All Around EP (2004)
- Struck by the Halo EP (2005)
- Fears EP (2005)
- Hold On EP (2006)

### Singlar
- "So High"  (2005)
- "Strike Back" (2007)